# Martín Eduardo García
Martín Eduardo García (Alcorta, Provincia de Santa Fe, Argentina, 19 de septiembre de 1985) es un futbolista argentino. Juega de lateral izquierdo y su primer equipo fue Rosario Central. Actualmente se desempeña en Deportivo La Guaira de la Primera División de Venezuela.
Fue el autor del primer Gol al minuto 40 de la final del torneo normalización en Venezuela, para el deportivo la Guaira el cual consiguió su primera estrella en la historia del fútbol Venezolano, con marcador final del partido de 2 - 0 sobre el histórico Deportivo Tachira.

## Clubes
| Club                      | País      | Año           |
| ------------------------- | --------- | ------------- |
| Rosario Central           | Argentina | 2004-2009     |
| San Martín de Tucumán     | Argentina | 2009-2010     |
| Sportivo Belgrano         | Argentina | 2011-2016     |
| Estudiantes de Río Cuarto | Argentina | 2017-2018     |
| Monagas Sport Club        | Venezuela | 2018-2019     |
| Deportivo La Guaira       | Venezuela | 2019-presente |